# Oskar Schnell
Oskar Schnell (zm. po 1930) – ziemianin, działacz gospodarczy i społeczny, poseł na galicyjski Sejm Krajowy, 
Ziemianin, właściciel dóbr Firlejówka koło Krasnego oraz Olszanka Mała i Skniłów, Marmurowizna w pow. złoczowskim. 
Działacz wielu organizacji gospodarczych. Członek oddziału złoczowsko-przemyślańskiego (1869-1880), złoczowskiego (1881-1894), brodzko-kamionecko-złoczowskiego (1895-1900), oddziału brodzko-złoczowskiego (1901-1914) w latach 1910-1914 prezes tego oddziału Galicyjskiego Towarzystwa Gospodarskiego. Działacz i członek Komitetu GTG (16 czerwca 1895 – 20 czerwca 1914). Członek i działacz Galicyjskiego Towarzystwa Kredytowego Ziemskiego, w l. 1869-1871 i 1892-1894 delegat do ogólnego zgromadzenia towarzystwa, a w l. 1889-1913 zastępca prezesa i prezes (1914) Wydziału Okręgowego w Żółkwi. Wiceprezes zarządu powiatowego w Brodach (1912-1914) Towarzystwa Kółek Rolniczych we Lwowie. Zastępca członka rady nadzorczej Banku Krajowego Galicji i Lodomerii z Wielkim Księstwem Krakowskim we Lwowie (1910-1914). Członek z ramienia pracodawców Wydziału Centralnego Towarzystwa Wzajemnych Ubezpieczeń Urzędników Prywatnych (1910-1914). Członek rady nadzorczej Galicyjskiego Związku Mleczarskiego we Lwowie (1913-1914). 
Udzielał się także w wielu organizacjach społecznych. W l. 1902-1915 członek Towarzystwa dla popierania nauki polskiej. Działacz Krajowego Stowarzyszenia Czerwonego Krzyża mężczyzn i dam w Galicji. W latach 1915–1918 członek Kasyna Narodowego we Lwowie. Współzałożyciel wraz z synem Arturem i siostrą Idą Fundacji dla niezamożnych uczniów gimnazjum w Brodach Franciszka Schnella (1879).
Z poglądów konserwatysta, związany z podolakami. Z kurii wielkiej własności członek Rady Powiatu (1872-1881, 1883-1914) i członek (1875-1881) i wiceprezes (1883-1904, 1908-1911) i prezes (1912-1914) Wydziału Powiatowego  w Złoczowie. Członek a od 1907 wiceprezes Rady Szkolnej Okręgowej w Złoczowie (1906-1912). Zastępca członka powiatowej komisji szacunkowej podatku gruntowego w Złoczowie (1870-1883). Poseł do Sejmu Krajowego Galicji VI, VII, VIII, IX i X kadencji (1889-1914). Wybrany w I kurii (większej własności), z okręgu wyborczego nr 4 Złoczów. W Sejmie VIII i IX kadencji był sekretarzem komisji gospodarstwa krajowego. W Sejmie X kadencji wybrano go do komisji: reformy wyborczej (zastępca), gospodarstwa krajowego (zastępca przewodniczącego), przemysłowej, zapomogowej. Członek Komisji Krajowej dla spraw rolniczych we Lwowie (1910-1914).   

## Odznaczony
Kawaler orderu Żelaznej Korony kl. 3 (1912).

## Rodzina
Pochodził ze spolonizowanej rodziny austriackiej przybyłej w pierwszej połowie XIX wieku do Galicji. Syn Franciszka Schnella. Jego synami byli ziemianie Artur, właściciel Starych Brodów (zm. 1920), Witold (1870-1934), Karol - właściciel Ożydowa, a siostrą Ida Wurbrand